# Dolok Parmonangan (Dolok Panribuan)
Dolok Parmonangan is een bestuurslaag in het regentschap Simalungun van de provincie Noord-Sumatra, Indonesië. Dolok Parmonangan telt 2769 inwoners (volkstelling 2010).